# Реставраційна копія споруди

Монумент Архітектору, Мінськ.

Реставраці́йна ко́пія спору́ди — реставраційно-будівнича технологія з відновлення зовнішнього вигляду цінної архітектурної споруди минулих епох.

## Історія

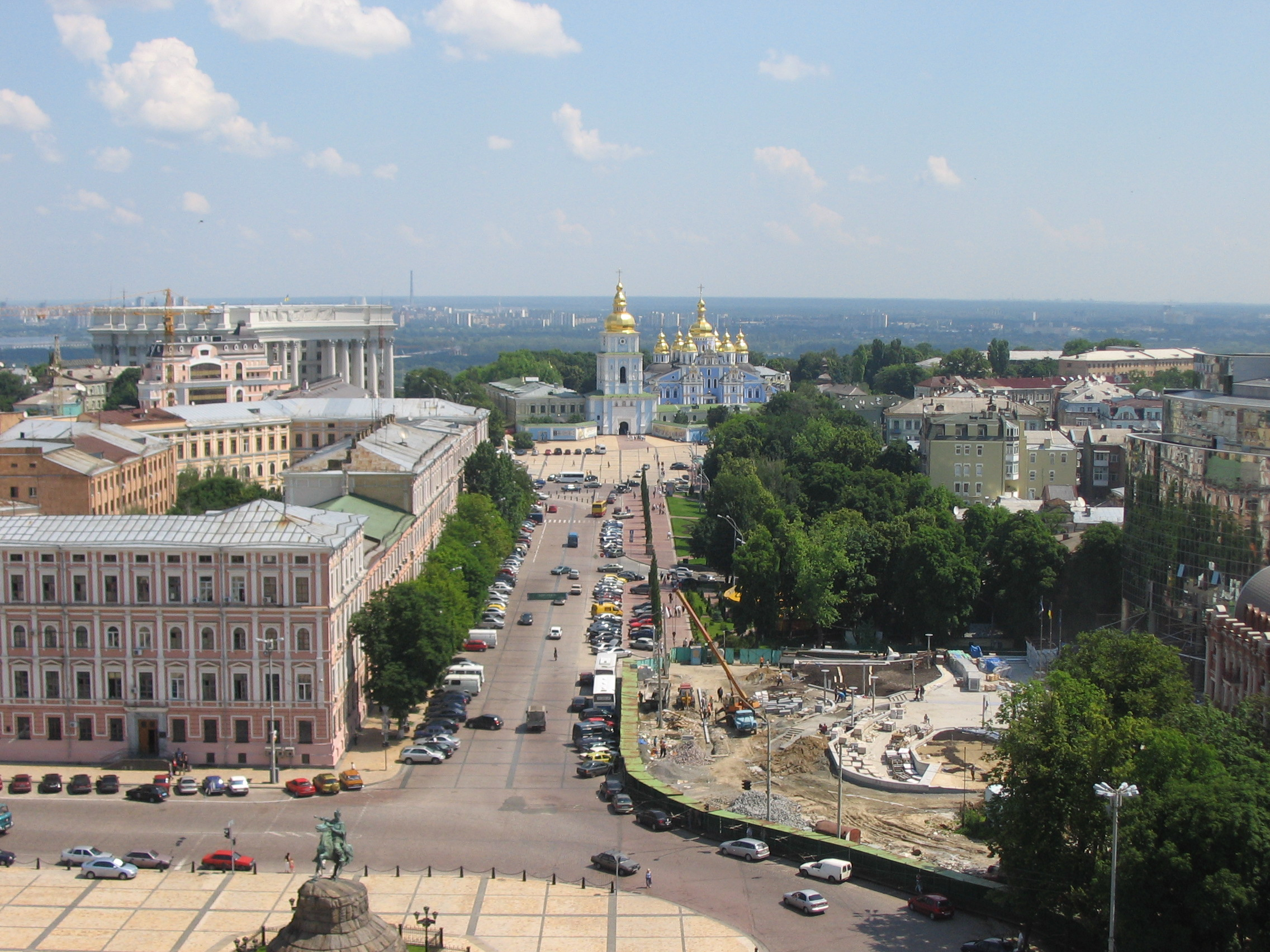
Панорама Києва від дзвіниці Софійського монастиря до Михайлівського Золотоверхого після відбудови останнього, стан на 2006 рік.

З історії відомі випадки відновлення втрачених архітектурних споруд, якщо вони мали значне історичне чи релігійне значення для народу. Ідея відновлення цих споруд цілком виправдана, бо працює на самоусвідомлення народу, його ідентифікацію, згуртування навколо релігійних чи національних ідей. Реставраційні копії цінних національних споруд стоять в одній низці поряд зі збереженими
- мовою народу,
- його писемністю і літературою,
- його бібліотеками
- музеями національної тематики тощо.

За висновками академіка Д. С. Лихачова — «З прийняттям християнства Київ став суперником Костянтинополя». Виходячи з цього, його стародавні архітектурні ансамблі потребують збереження і відновлення у випадках руйнацій. Найдавнішим серед архітектурних ансамблів, що мав містобудівне значення для Києва, був ансамбль Софійського та Михайлівського Золотоверхого монастирів, що на століття дав головні домінанти центру міста. Цей ансамбль гуртував навколо себе пересічну забудову, монументи, фонтани протягом декількох століть.
Не менше містобудівне значення в інших містах України мають руїни Корецького замку (місто Корець, Рівненська обл.), зруйнований палац Сангушків і монастир бернардинів (місто Ізяслав, Хмельницька область), будівлі монастиря василіан (місто Бучач, Тернопільська обл.) тощо.

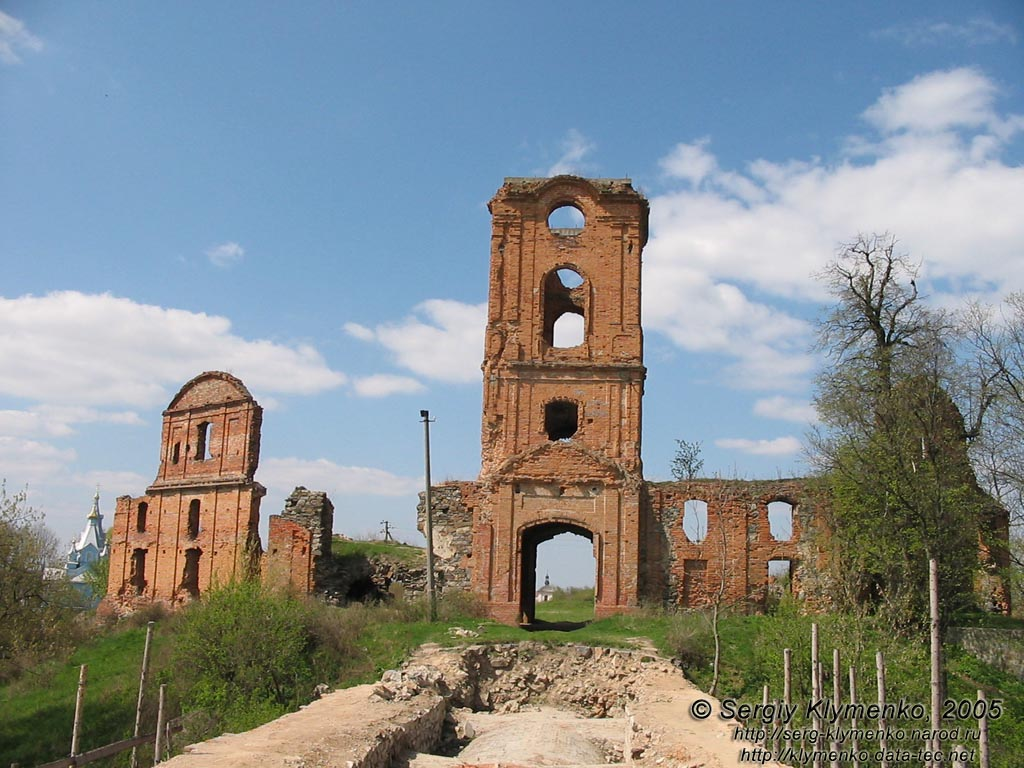
Корецький замок, стан на 2005 р.
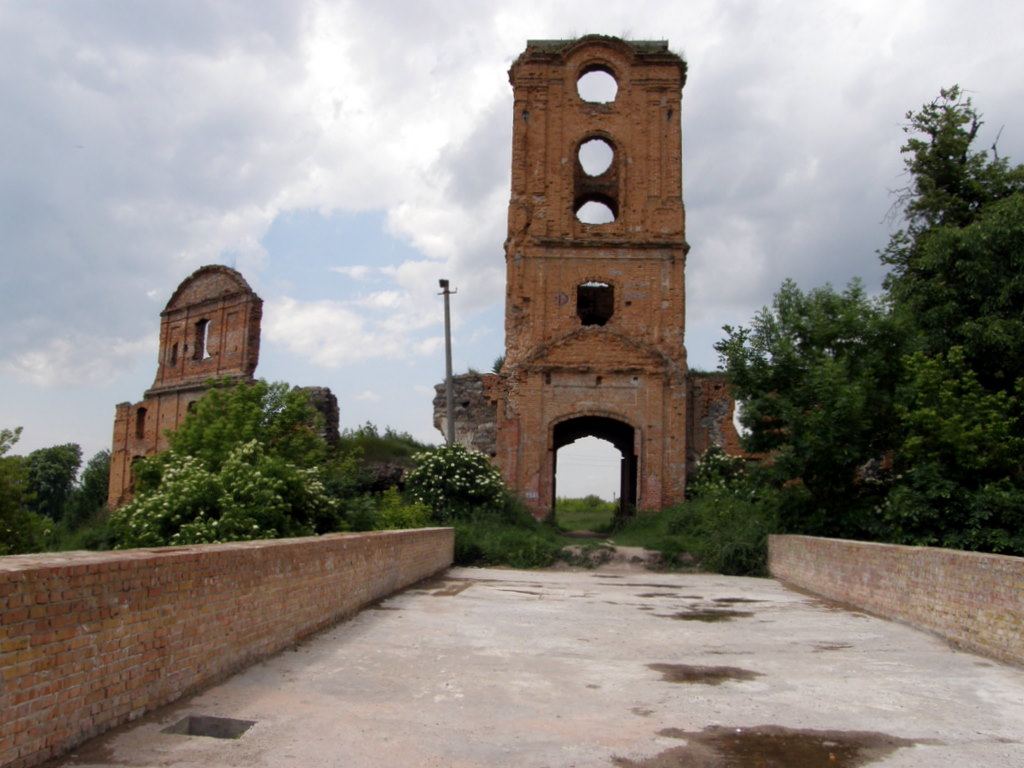
Корецький замок, стан на 2009 р.
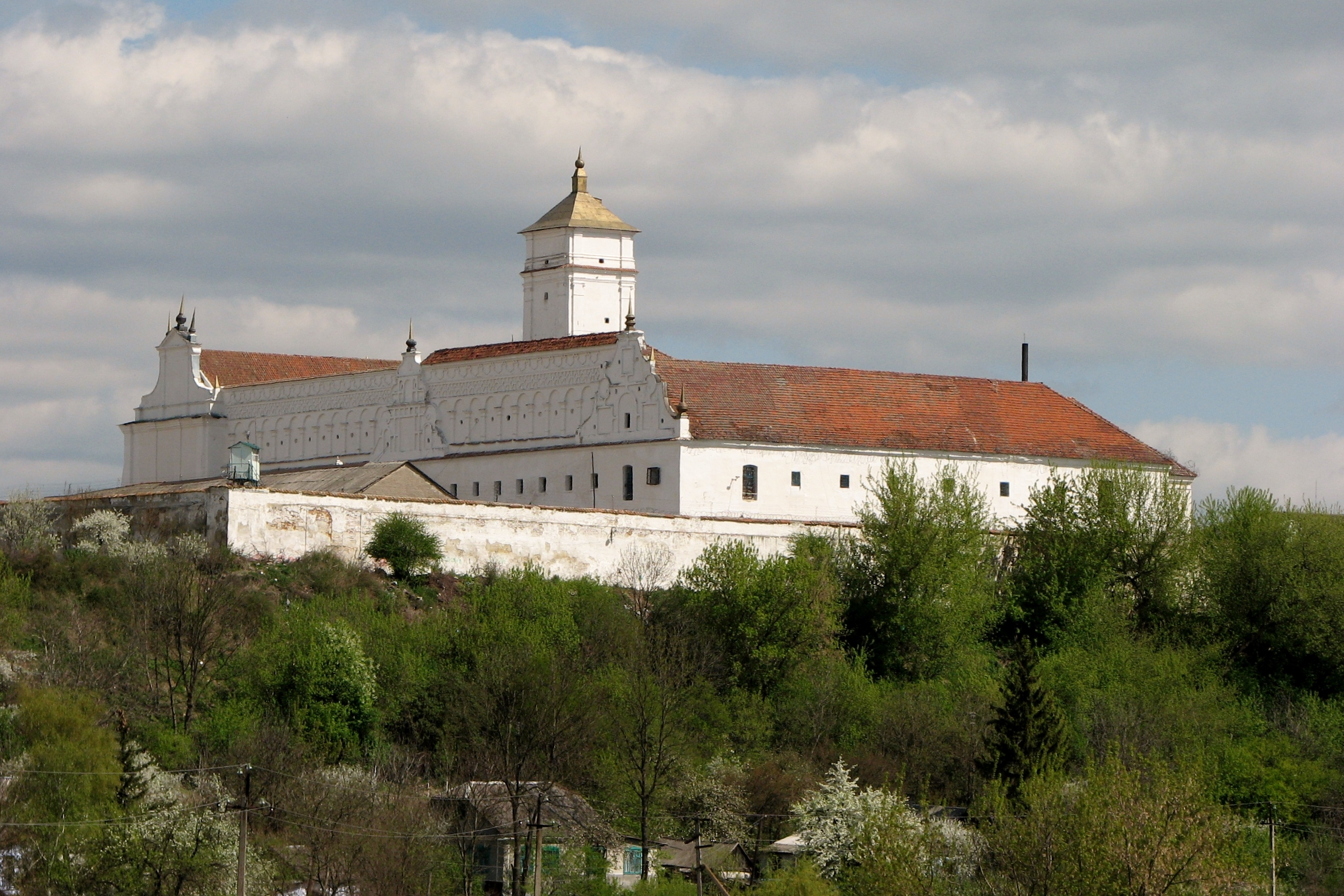
Монастир у Ізяславі, що використовується як в'язниця. Україна
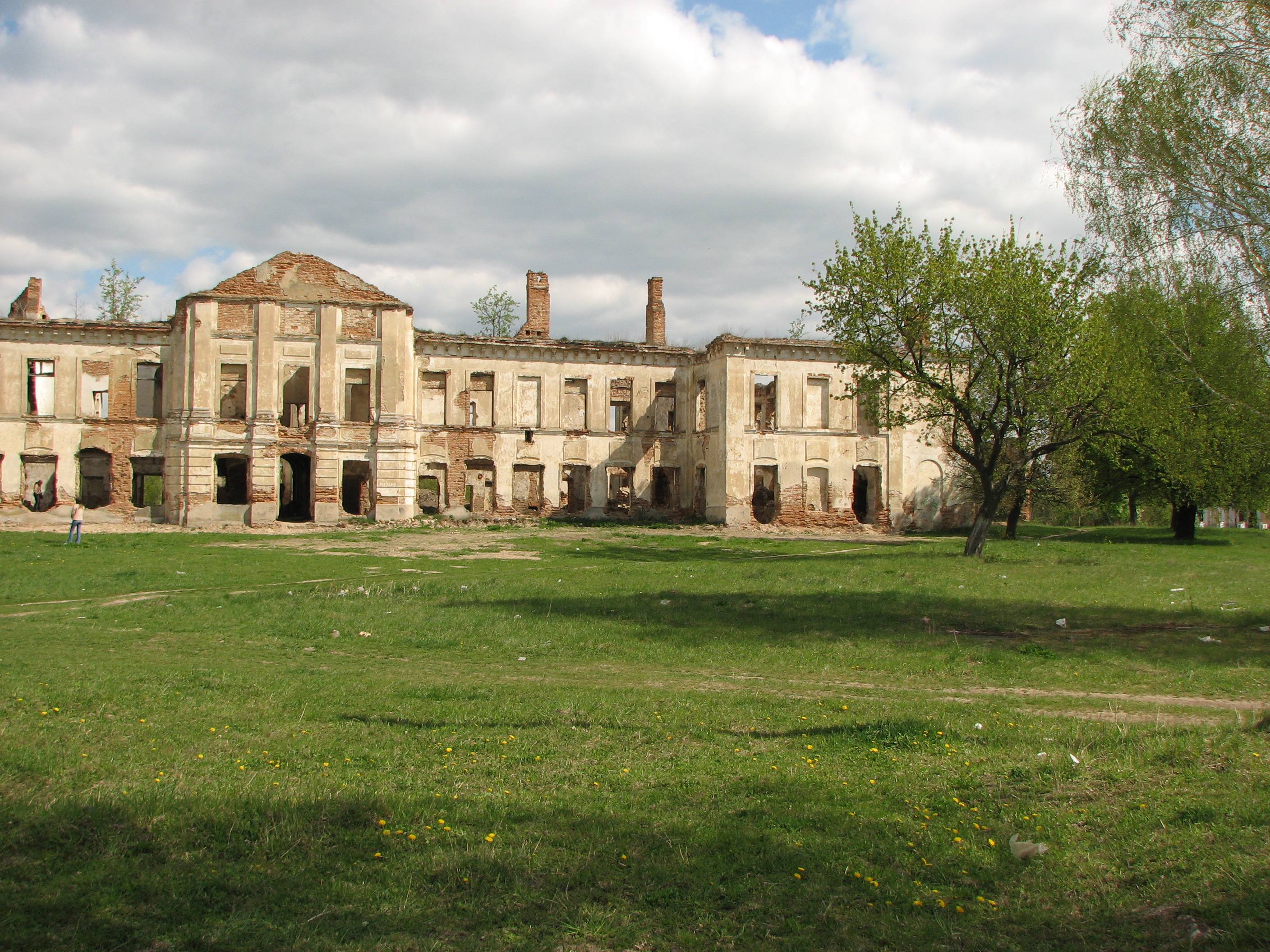
Палац Сангушків, стан на 2007 рік.

### Настанови

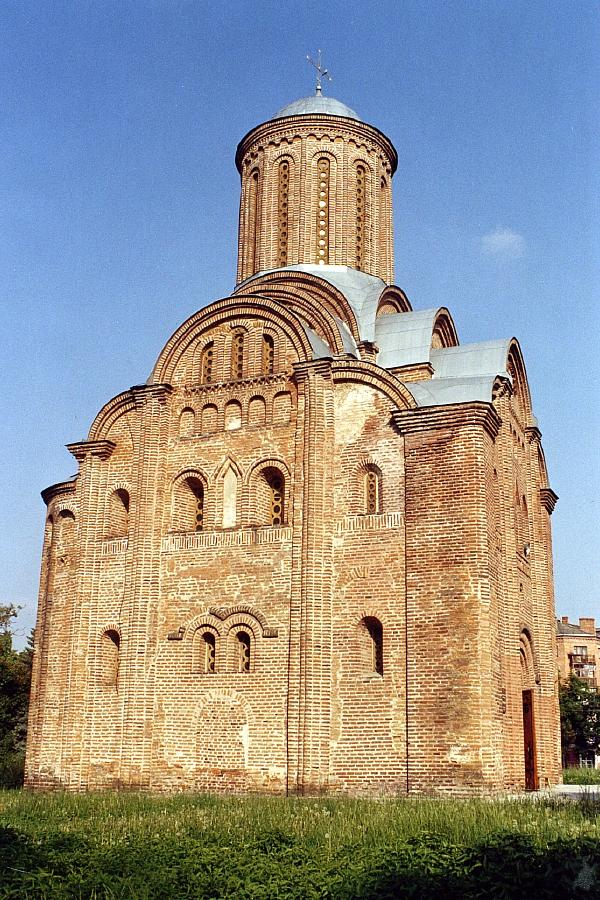
П'ятницька церква княжої доби в Чернігові.

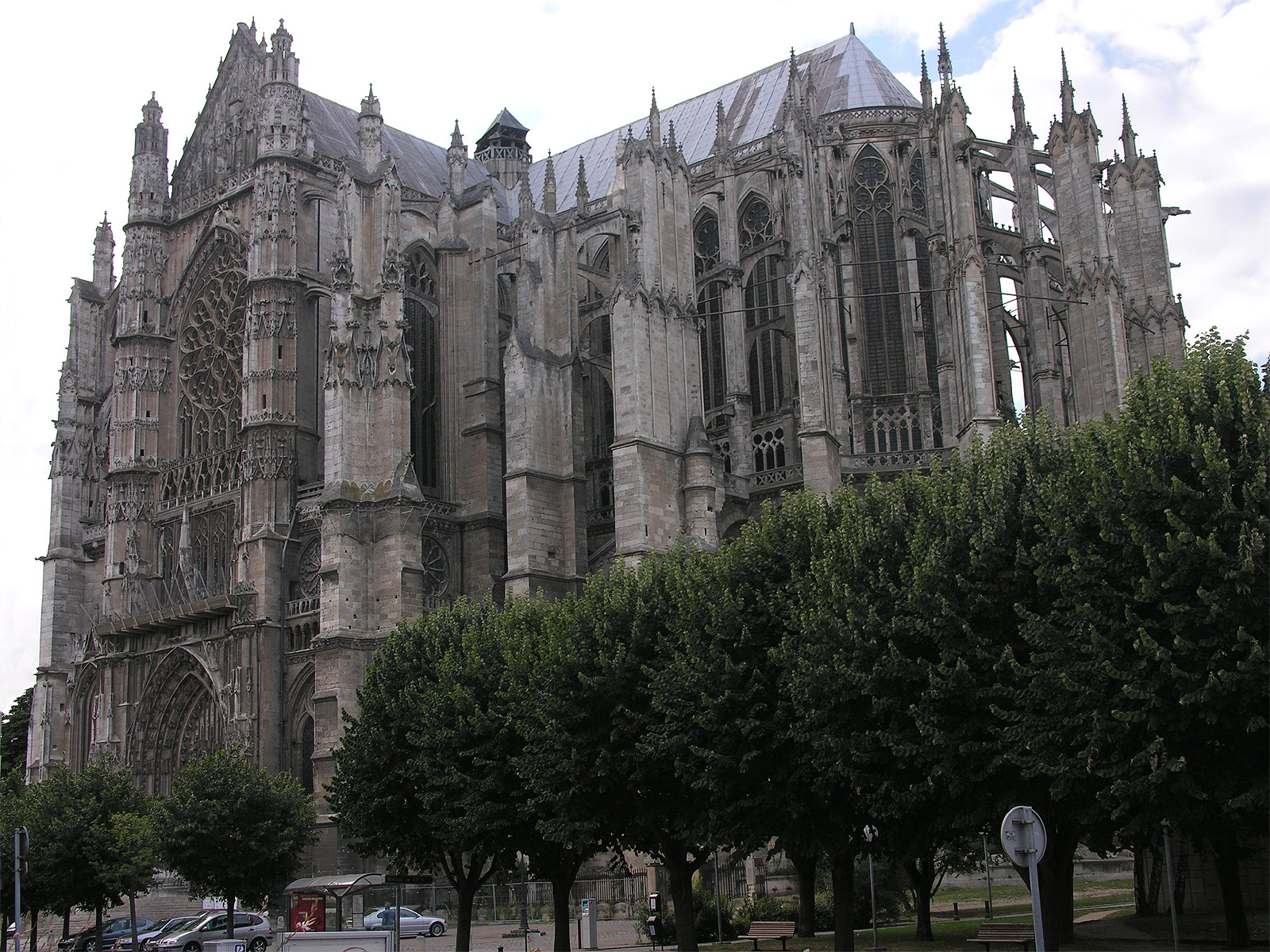
Франція, собор в Бове на 2005 рік

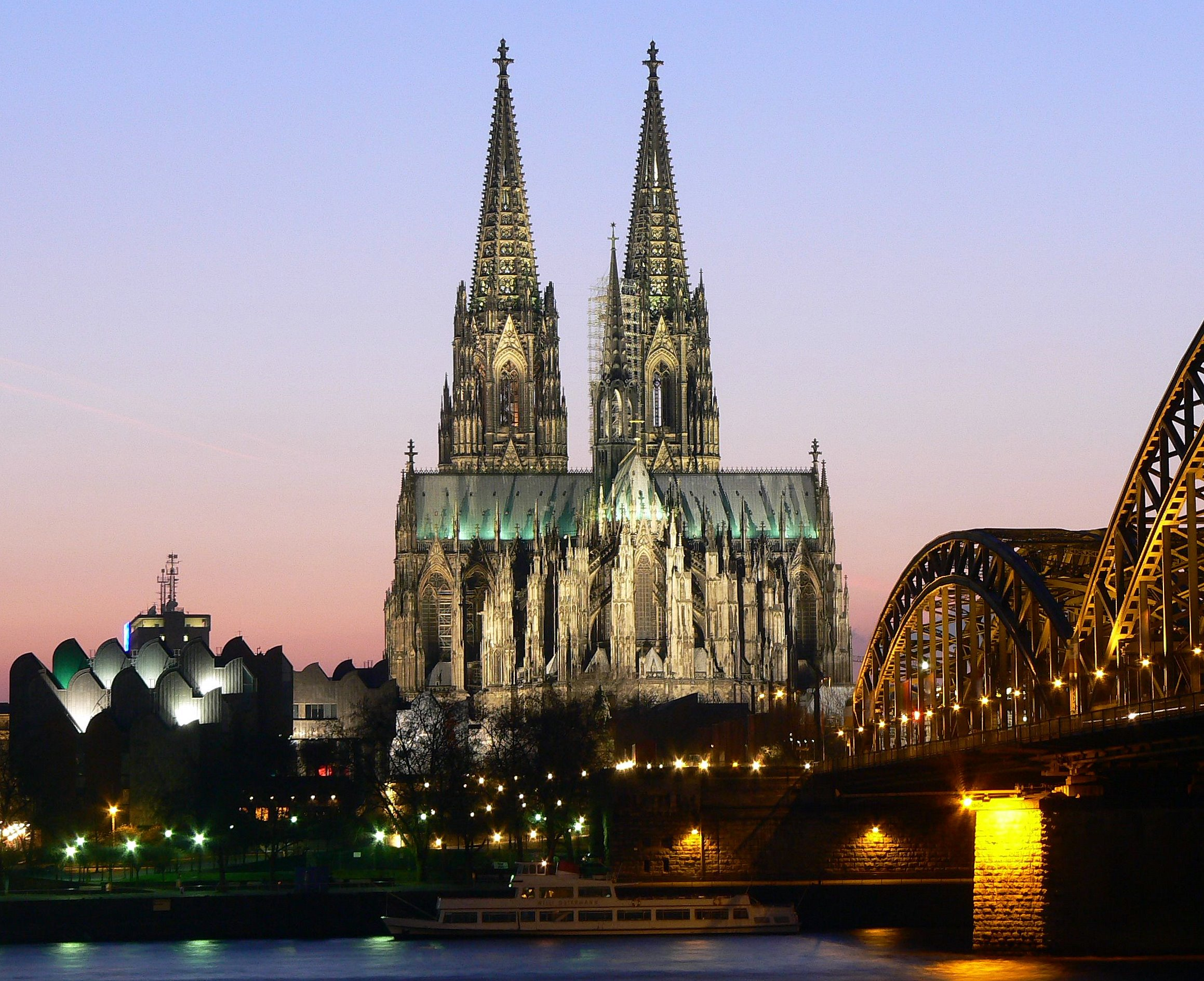
Кельнський собор, стан на 2007 рік.

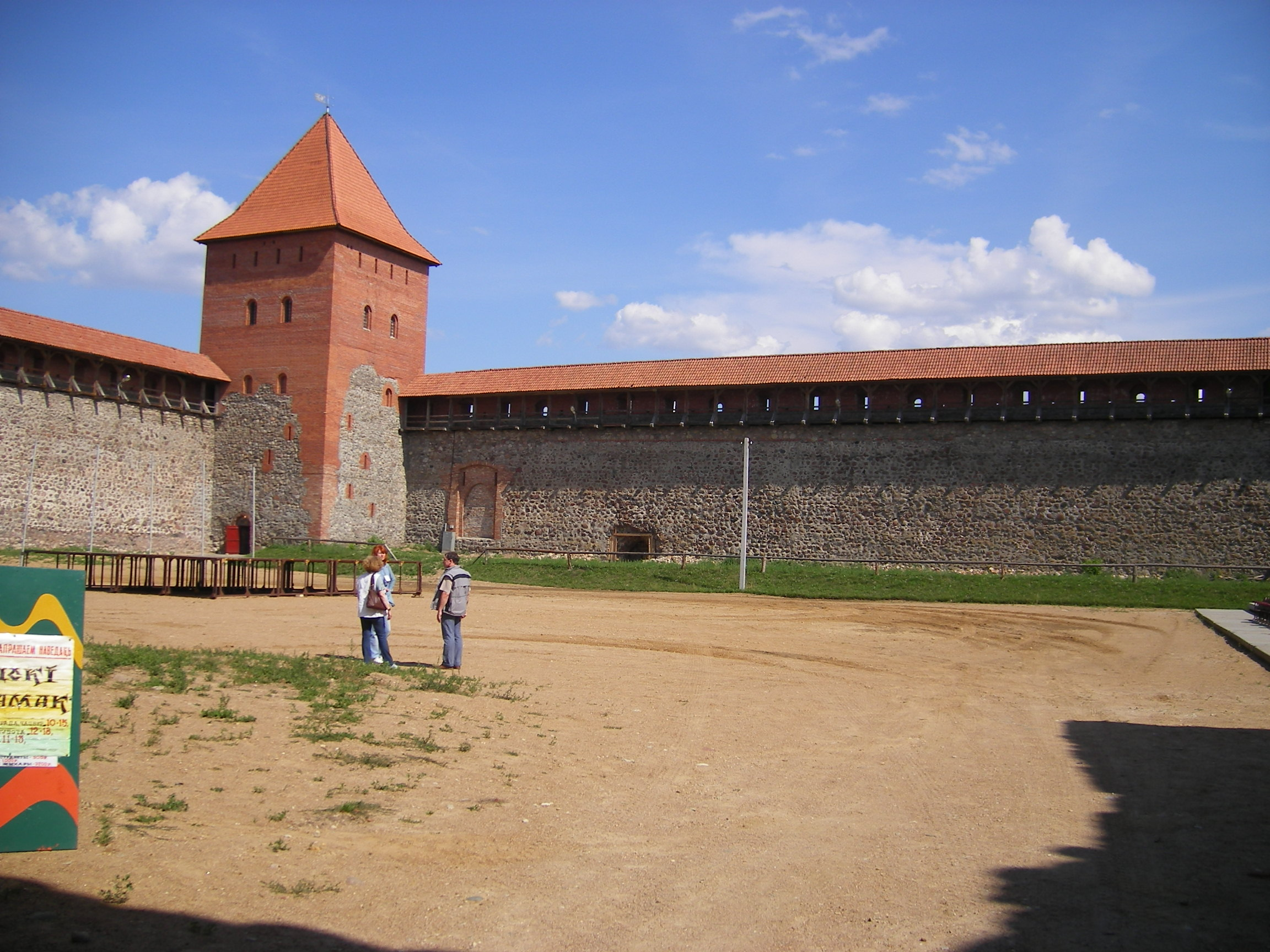
Білорусь, Лідський замок, добудови червоною цеглою. 2006 рік.

Багатий і не завжди вдалий досвід відновлення цінних архітектурних споруд відкарбувався в декількох настановах, серед яких:
1. відновлення можливе завдяки сучасним будівельним матеріалам і будівничим технікам
2. реставрація закінчується там, де починаються гіпотези.

Відновлення не завжди можливе за допомоги матеріалів і технологій, за якими будувалось. Цілком схвальною була технологія відновлення П'ятницької церкви в місті Чернігів, розроблена архітектором-реставратором Барановським Петром Дмитровичем. Він використав усі оригінальні уламки стін споруди 12 століття, а всі інші вибудував з штучної плінфи за стародавніми взірцями цієї споруди, виготовленими на сучасному заводі.
Реставратори Кельнського собору пішли іншим шляхом. Вони комбінують використання тесаного каменю і блоків з пластичних мас. Бо у відповідальних місцях природний камінь не витримує навантажень, не протистоїть агресивним чинникам вже сучасного середовища.
Ще більше проблем з використанням стародавніх будівничих технологій через їхню недосконалість і недовготривалість результатів. З небезпечною проблемою використання старих технологій зітнулись реставратори готичних соборів тієї ж Франції. Країна дала незрівнянні зразки готичних споруд, які руйнувалися вже під час побудови через недосконалість будівельних технологій. Літописи Франції сповіщали про часті руйнації готичних склепінь(в церкві Сен-П'єр біля Брюгге, стіни і склепіння собору Бове тощо).

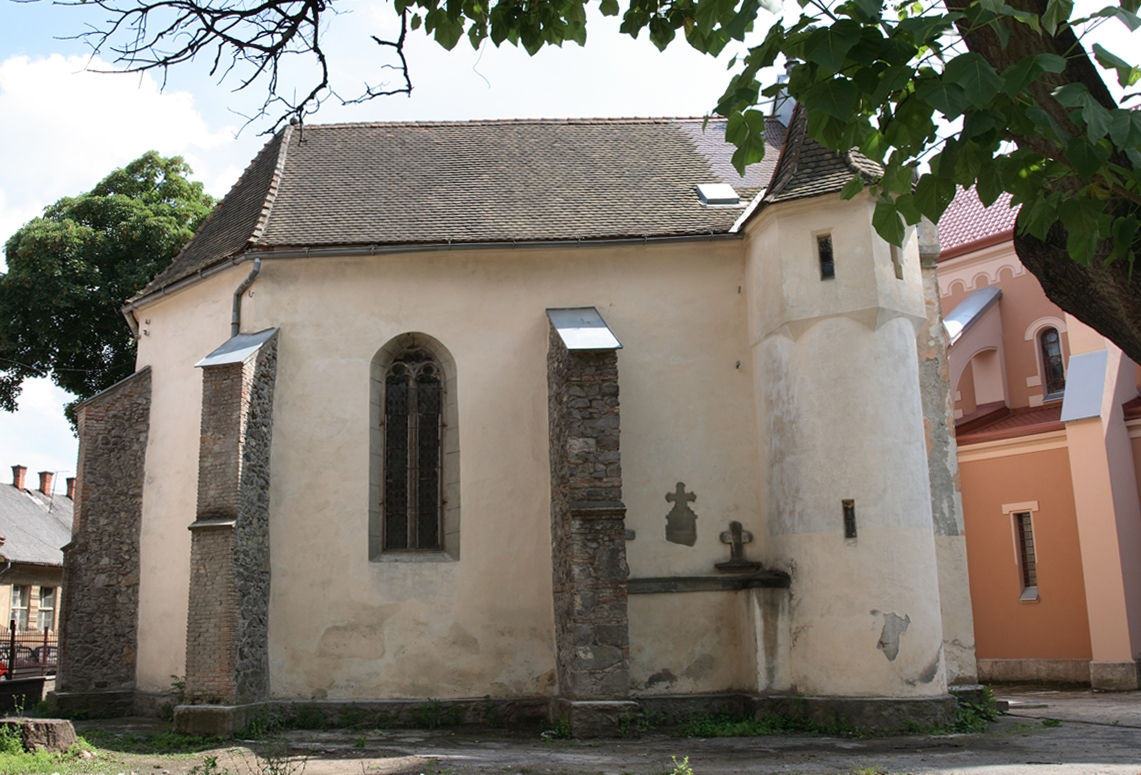
Мукачеве, готична каплиця Св. Мартина.

На теренах сучасної України ще на початку 20 ст. існував готичний собор в місті Мукачеве. З міркувань безпеки готичну будівлю розібрали у 1904 р. через загрозу обвалу. На історичному місці лише вівтарна частина собору — так звана каплиця Св. Мартина.
Склепіння собору Бове падали так часто, що завадили повному відтворенню собору за первісним планом, вибудовані тільки вівтарна частина і трансепт. Він залишається недобудованим досі. Склепіння знесені на висоту 48 м і стали рекордом (висота Нотр Дам в Парижі лише 33 метри.) Реставрувати собор в Бове за автентичними технологіями неможливо через їх небезпечність, невідповідність сучасним вимогам експлуатації споруди. Сміливі французи встановили в соборі сталеві ферми-стяжки на значній висоті з міркувань протидії руйнаціям вже існуючої споруди без втручання в її будівельну конструкцію.
Нарікання викликали будреставрації замків в Білорусі, де природний камінь просто замінили цеглою (Лідський замок) та в Москві, де при відтворенні палацу 18 століття в Царицино використали сучасний пінобетон.

### Приклади реставраційних копій споруд в Україні

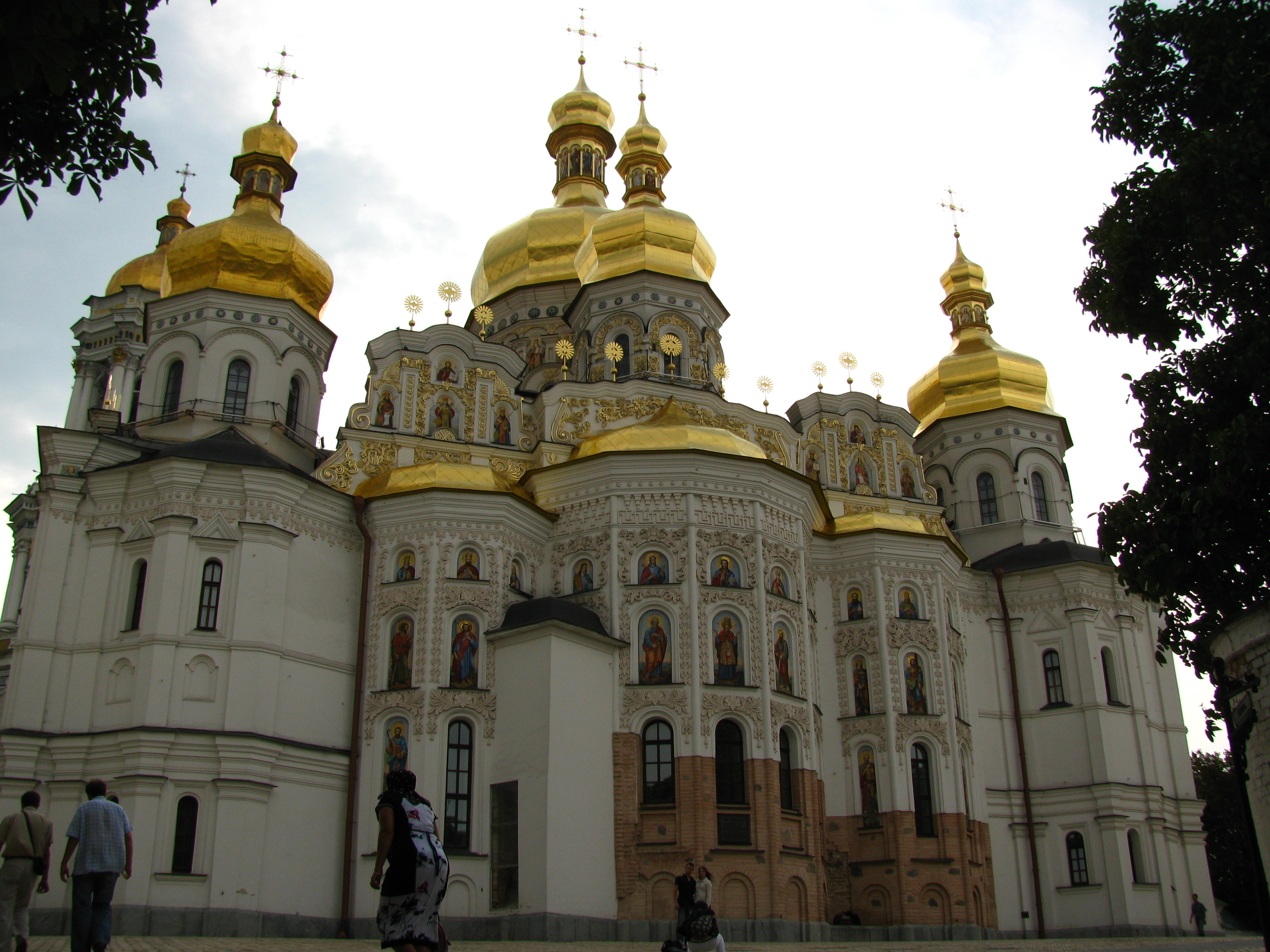
Успенський собор Печерського монастиря, вигляд з вівтарної частини

Малюнок відтвореної з нового матеріалу української церкви святих Володимира та Ольги 1831 року з с. Котень (сьогодні — Польща)

- Відновлення (реставраційна копія)після радянських руйнацій на історичному місці кам'яного Михайлівського Золотоверхого собору, м. Київ
- Відновлення (реставраційна копія)після воєнних руйнацій на історичному місці кам'яного Успенського собору Печерського монастиря, м. Київ
- Реставраційна копія: кам'яна П'ятницька церква, м. Чернігів
- Бережанський замок, відновлення первісних форм

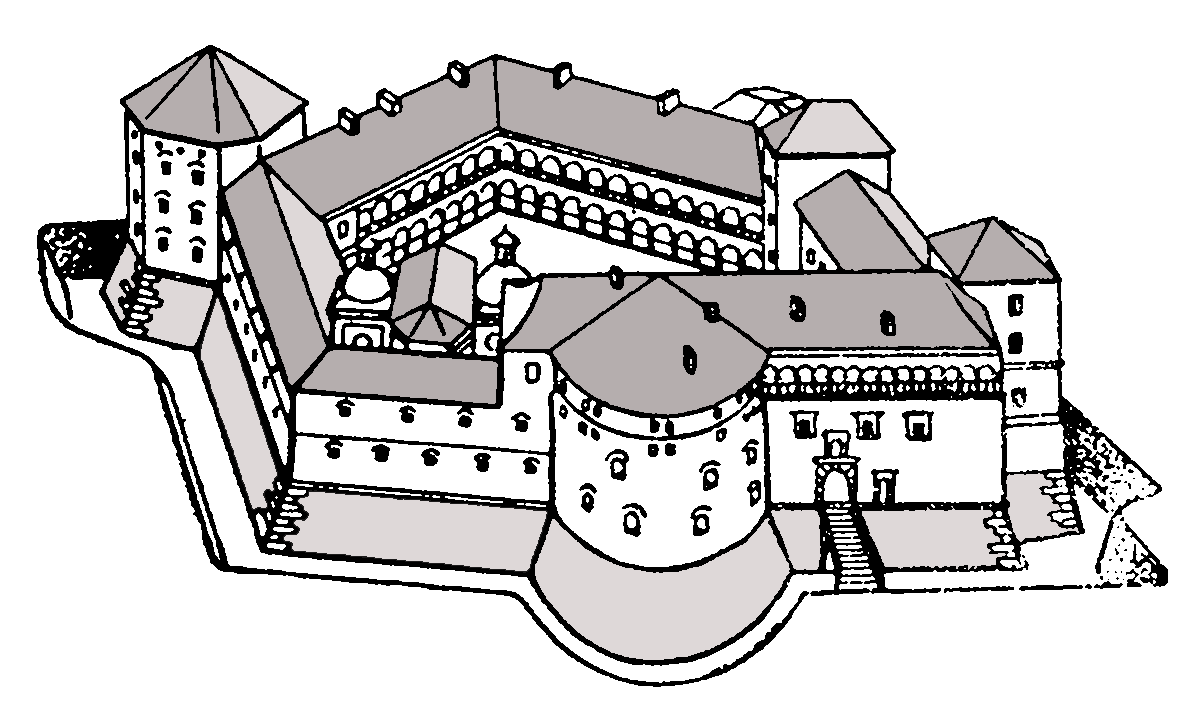
Бережанський замок, реконструкція первісного вигляду
Музей народної архітектури та побуту України, Пирогів біля Києва. Частка експонатів - реставраційні копії дерев'яних споруд, які не встигли врятувати
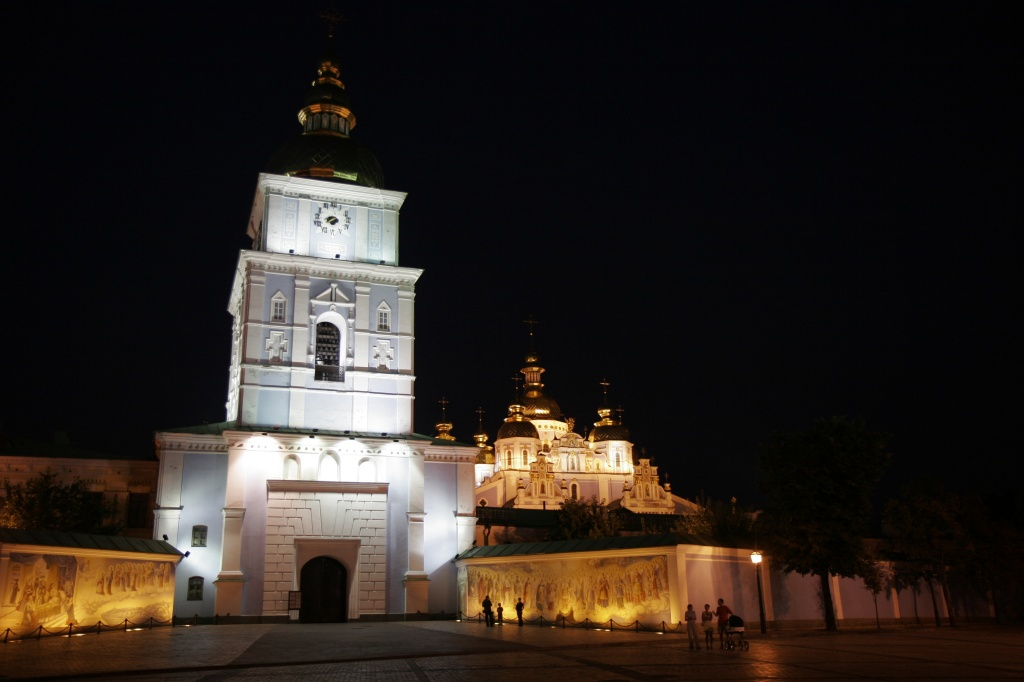
Відновлений Михайлівський Золотоверхий вночі